# Iwan Griszyn
Iwan Tichonowicz Griszyn (ros. Ива́н Ти́хонович Гри́шин, ur. 3 grudnia?/16 grudnia 1901 we wsi Wnukowiczi w guberni smoleńskiej (obecnie dzielnica Rosławia), zm. 20 czerwca 1951 w Moskwie) – radziecki dowódca wojskowy, generał pułkownik (1945), Bohater Związku Radzieckiego (1945).

## Życiorys
Ukończył 4 klasy szkoły wiejskiej, później pracował w gospodarstwie wiejskim, od lipca 1920 w Armii Czerwonej, brał udział w tłumieniu powstania tambowskiego, od kwietnia 1922 dowódca plutonu, w latach 1925-1926 w zachodniej szkole piechoty, 1926-1928 elew szkoły piechoty we Frunze, następnie żołnierz 132 pułku strzeleckiego w Doniecku, dowódca plutonu, potem kompanii, szef sztabu batalionu. 1933-1936 studiował w Akademii Wojskowej im. Frunzego w Moskwie, którą ukończył z wyróżnieniem i I lokatą. Szef wydziału w Centralnej Szkole Szefów Sztabu Ludowego Komisariatu ZSRR w Moskwie, od września 1937 szef oddziału sztabu 17 Dywizji Strzeleckiej Moskiewskiego Okręgu Wojskowego, od grudnia 1938 szef 2 oddziału sztabu tego okręgu. Od października 1940 dowódca 137 Dywizji Strzeleckiej w Gorkim (obecnie Niżny Nowogród), wraz z nią uczestniczył w pokazowych ćwiczeniach Moskiewskiego Okręgu Wojskowego. Dowodzona przez niego dywizja otrzymała Czerwony Sztandar Ludowego Komisariatu Obrony i tytuł najlepszej dywizji w Armii Czerwonej. Po ataku Niemiec na ZSRR uczestnik obrony Smoleńska, później pod Trubeckiem, Briańskiem i Tułą. Od marca 1942 szef sztabu 50 Armii, a od kwietnia 1943 11 Gwardyjskiej Armii, która przygotowywała ofensywę na Wołchow. Od 3 maja 1942 generał major, od czerwca 1943 dowódca 49 Armii, która w sierpniu-wrześniu 1943 brała udział w ofensywie na Smoleńsk i Rosław i w zajęciu tych miast. W 1944 dowodzona przez niego armia zajęła m.in. Białystok i Łomżę, następnie brała udział w ofensywie w Prusach Wschodnich i operacji pomorskiej, zajmując port w Gdańsku. 10 marca 1945 mianowany generałem pułkownikiem, a dekretem Prezydium Rady Najwyższej ZSRR z 10 kwietnia 1945 otrzymał Złotą Gwiazdę Bohatera ZSRR. Wkrótce wraz z 49 Armią brał udział w operacji berlińskiej i dotarciu do Łaby, gdzie spotkał się z brytyjskimi żołnierzami. Od lipca 1945 dowódca 6 Gwardyjskiej Armii, od lipca 1946 szef zarządu szkolenia wojsk lądowych, od lutego 1950 szef Głównego Zarządu Szkolenia Bojowego i Fizycznego Wojsk Lądowych. Deputowany do Rady Najwyższej ZSRR 2 kadencji. Pochowany na cmentarzu Nowodziewiczym. Jego imieniem nazwano ulice w Moskwie, Rosławiu i Mohylewie.

## Ordery i odznaczenia
- Złota Gwiazda Bohatera ZSRR (10 kwietnia 1945)
- Order Lenina (dwukrotnie w 1945)
- Order Czerwonego Sztandaru (pięciokrotnie - 7 listopada 1941, 30 stycznia 1943, 14 lutego 1943, 1944 i 1950)
- Order Suworowa I klasy (dwukrotnie - 28 września 1943 i 29 maja 1945)
- Order Kutuzowa I klasy (21 lipca 1944)
- Order Czerwonej Gwiazdy (1940)
- Medal „Za obronę Moskwy”
- Medal „Za zwycięstwo nad Niemcami w Wielkiej Wojnie Ojczyźnianej 1941–1945”
- Medal jubileuszowy „XX lat Robotniczo-Chłopskiej Armii Czerwonej” (1938)
- Medal jubileuszowy „30 lat Armii Radzieckiej i Floty”
- Medal 800-lecia Moskwy
- Order Krzyża Grunwaldu I klasy (Polska, 1945)
- Medal za Odrę, Nysę, Bałtyk (Polska, 1945)
- Medal Zwycięstwa i Wolności 1945 (Polska, 1945)